# Sarrigné
Sarrigné és un municipi francès situat al departament de Maine i Loira i a la regió de País del Loira. L'any 2007 tenia 810 habitants.

## Demografia

### Població
El 2007 la població de fet de Sarrigné era de 810 persones. Hi havia 270 famílies de les quals 20 eren unipersonals (12 homes vivint sols i 8 dones vivint soles), 95 parelles sense fills, 143 parelles amb fills i 12 famílies monoparentals amb fills.
La població ha evolucionat segons el següent gràfic:
Habitants censats

### Habitatges
El 2007 hi havia 275 habitatges, 267 eren l'habitatge principal de la família, 6 eren segones residències i 2 estaven desocupats. 273 eren cases i 2 eren apartaments. Dels 267 habitatges principals, 247 estaven ocupats pels seus propietaris, 19 estaven llogats i ocupats pels llogaters i 1 estava cedit a títol gratuït; 1 tenia una cambra, 4 en tenien dues, 13 en tenien tres, 42 en tenien quatre i 207 en tenien cinc o més. 223 habitatges disposaven pel capbaix d'una plaça de pàrquing. A 67 habitatges hi havia un automòbil i a 194 n'hi havia dos o més.

### Piràmide de població
La piràmide de població per edats i sexe el 2009 era:
| Homes | Edats   | Dones |
| ----- | ------- | ----- |
| 0     | 95 o +  | 0     |
| 4     | 90 a 94 | 0     |
| 0     | 85 a 89 | 0     |
| 0     | 80 a 84 | 0     |
| 4     | 75 a 79 | 0     |
| 12    | 70 a 74 | 4     |
| 8     | 65 a 69 | 4     |
| 4     | 60 a 64 | 8     |
| 12    | 55 a 59 | 8     |
| 28    | 50 a 54 | 40    |
| 52    | 45 a 49 | 28    |
| 60    | 40 a 44 | 40    |
| 28    | 35 a 39 | 48    |
| 16    | 30 a 34 | 20    |
| 8     | 25 a 29 | 16    |
| 28    | 20 a 24 | 12    |
| 48    | 15 a 19 | 52    |
| 48    | 10 a 14 | 36    |
| 20    | 5 a 9   | 20    |
| 16    | 0 a 4   | 8     |

## Economia
El 2007 la població en edat de treballar era de 557 persones, 410 eren actives i 147 eren inactives. De les 410 persones actives 398 estaven ocupades (210 homes i 188 dones) i 12 estaven aturades (5 homes i 7 dones). De les 147 persones inactives 55 estaven jubilades, 63 estaven estudiant i 29 estaven classificades com a «altres inactius».

### Ingressos
El 2009 a Sarrigné hi havia 264 unitats fiscals que integraven 804 persones, la mediana anual d'ingressos fiscals per persona era de 19.489 €.

### Activitats econòmiques
Dels 10 establiments que hi havia el 2007, 3 eren d'empreses de construcció, 2 d'empreses de comerç i reparació d'automòbils, 2 d'empreses de transport, 2 d'empreses de serveis i 1 d'una empresa classificada com a «altres activitats de serveis».
Dels 3 establiments de servei als particulars que hi havia el 2009, 2 eren lampisteries i 1 perruqueria.
L'únic establiment comercial que hi havia el 2009 era una botiga de més de 120 m².
L'any 2000 a Sarrigné hi havia 7 explotacions agrícoles que ocupaven un total de 282 hectàrees.

## Equipaments sanitaris i escolars
El 2009 hi havia una escola elemental.

## Poblacions més properes
El següent diagrama mostra les poblacions més properes.